# Atlético Petróleos do Huambo
Atlético Petróleos do Huambo of kortweg Pero Atlético Huambo is een Angolese voetbalclub uit Huambo. De club speelde in 2006 voor de laatste keer in de Girabola. 